# Сергачов Віктор Миколайович
Сергачов Віктор Миколайович (24 листопада 1934, станція Борзя (зараз Забайкальського краю) — 26 лютого 2013) — російський актор. Народний артист Росії (1989).
Закінчив Школу-студію МХАТу (1956). Працював у театрі «Современник», потім — у МХАТі.
Знімався у кіно з 1962 р. Грав Миколу Петровича в українській стрічці «З нудьги» (1967).

## Фільмографія
- «Будується міст»
- 1971: «Одружилися старий із старою»
- 1971: «Жартуєте?»
- «Дворянське гніздо»
- «Ця весела планета»
- «Зникла експедиція»
- 1984: «Людина-невидимка» — містер Джордж Голл
- 1987: «Донечка»